# Контрада Сант'Андреа (Кампобасо)
Контрада Сант'Андреа је насеље у Италији у округу Кампобасо, региону Молизе.
Према процени из 2011. у насељу је живело 44 становника. Насеље се налази на надморској висини од 660 м.